# مسجد ارگ
مسجد ارگ نام یکی از مساجد مشهور و تاریخی شهر تهران است که در بافت تاریخی تهران در میدان ارگ و نزدیک بازار بزرگ تهران قرار دارد.

## تاریخچه مسجد
مسجد و مدرسه مادرشاه توسط امیرقاسم خان قوانلو قاجار، داماد فتحعلیشاه و پدربزرگ مادری ناصرالدین شاه قاجار، یعنی پدر مهدعلیا، بنا شده است. از آنجا که در بنای این مسجد و مدرسه، توسط مهدعلیا بعنوان مادر شاه و به یاد پدرش، امیر قاسم خان، تغییراتی داده شد مسجد مزبور به نام مسجد مادرشاه شهرت یافت.
بعدها به دلیل همجواری‌اش با وزارت استیفای قاجاریه به «مسجد دفتر» تغییر نام داد ولی دوباره مسجد مادرشاه نامیده شد. 
پس از تخریب نسبی در سال ۱۳۲۸ بازسازی شد و مسجد ارگ نامیده شد.
مسجد ارگ در سال ۱۳۲۸ به دست جمعی از بازاریان تهران در دو طبقه به پیشنهاد آیت الله بروجردی به جای مسجد دفتر که در دوره قاجار ساخته شده بود، تأسیس شد و در ابتدا تنها دارای یک شبستان و صحن عمومی بود که در سال ۱۳۴۰ صحن دیگری به آن اضافه شد.

## اهمیت
آقاعلی زنوزی، معروف به استادالاساتید (متولد: ۱۲۳۴ هجری قمری، درگذشت: ۱۳۰۷ هجری قمری)، مدت مدیدی در مدرسه مادرشاه، به تدریس فلسفه و حکمت اشتغال داشته‌است.

## آتش‌سوزی
آتش‌سوزی مسجد ارگ تهران در ۲۶ بهمن ۱۳۸۳ رخ داد و ۳۵۰ مجروح و به دلیل ازدحام جمعیت ۷۸ تن کشته داشت.
تحقیقات اولیه نشان داده بود که انفجار کپسول گاز موجب آتش‌سوزی برزنت سقف ۸۰۰ متری مسجد که به پارافین آغشته بود شده‌است. پیرو شکایات متعدد ۹ سال بعد در ۱۳۹۲ منصور ارضی (مشهور به حاج منصور) به دادسرا احضار شد. آن زمان گزارش شد که به گفته بازپرس شعبه هفتم دادسرای ناحیه ۲۷ تهران برخی بازماندگان اعلام کرده‌اند که دیه تعلق گرفته کم‌تر از میزان قانونی بوده‌است. تیر ۱۳۹۶ با گذشت ۱۳ سال این پرونده مجدد به دادسرا رفت. و حل شد .